# Antiquarium
Az Antiquarium a bajor uralkodók müncheni palotaegyüttesének, a Münchner Residenznek az egyik legrégebbi és legértékesebb fennmaradt (helyreállított) része. 1568-ban építették a hercegi antikvitásgyűjtemény és könyvtár elhelyezése céljából, majd hamarosan ünnepi rendezvények számára szolgáló teremmé alakították át.
A 69 méter hosszú, dongaboltozatos földszinti terem a reneszánsz építészet egyik legjelentősebb alkotása, az Alpoktól északra a legnagyobb ilyen építmény. A termet 17 ablakpár világítja meg. Gazdag falfestményeit többek között id. Hans Donauer, Alessandro Padovano, Peter Candid és Antonio Viviani készítették, utóbbi csak 1600 körül készült el a 102 régi bajor várost ábrázoló sorozatával.

## Története
V. Albert bajor herceg 1568 és 1571 között építtetett a Mantovából származó Jacopo Strada tervei alapján egy kétszintes épületet gazdag szoborgyűjteménye (a földszinten) és könyvtára (az emeleten) elhelyezésére. 1580–1584 között Friedrich Sustris végezte el a földszinti terem átalakítását egy bankett-terem céljára. Ekkor kapta a terem a ma is látható belső díszítését.
A második világháborús bombatámadások során az épület közepe beszakadt. Az elkövetkező évek során a nyitva álló épület falfestményeiben nagy károkat okozott a nedvesség. A mennyezet kijavítása után kerülhetett csak sor az épület teljes belső renoválására Otto Meitinger vezetésével.
Az épület ezután a Residenzmuseum részeként nyílt meg a látogatók előtt. A bajor kormány időnként fogadásokat, díszvacsorákat, koncerteket rendez benne magas külföldi vendégek látogatása során vagy más ünnepi alkalmakkor.

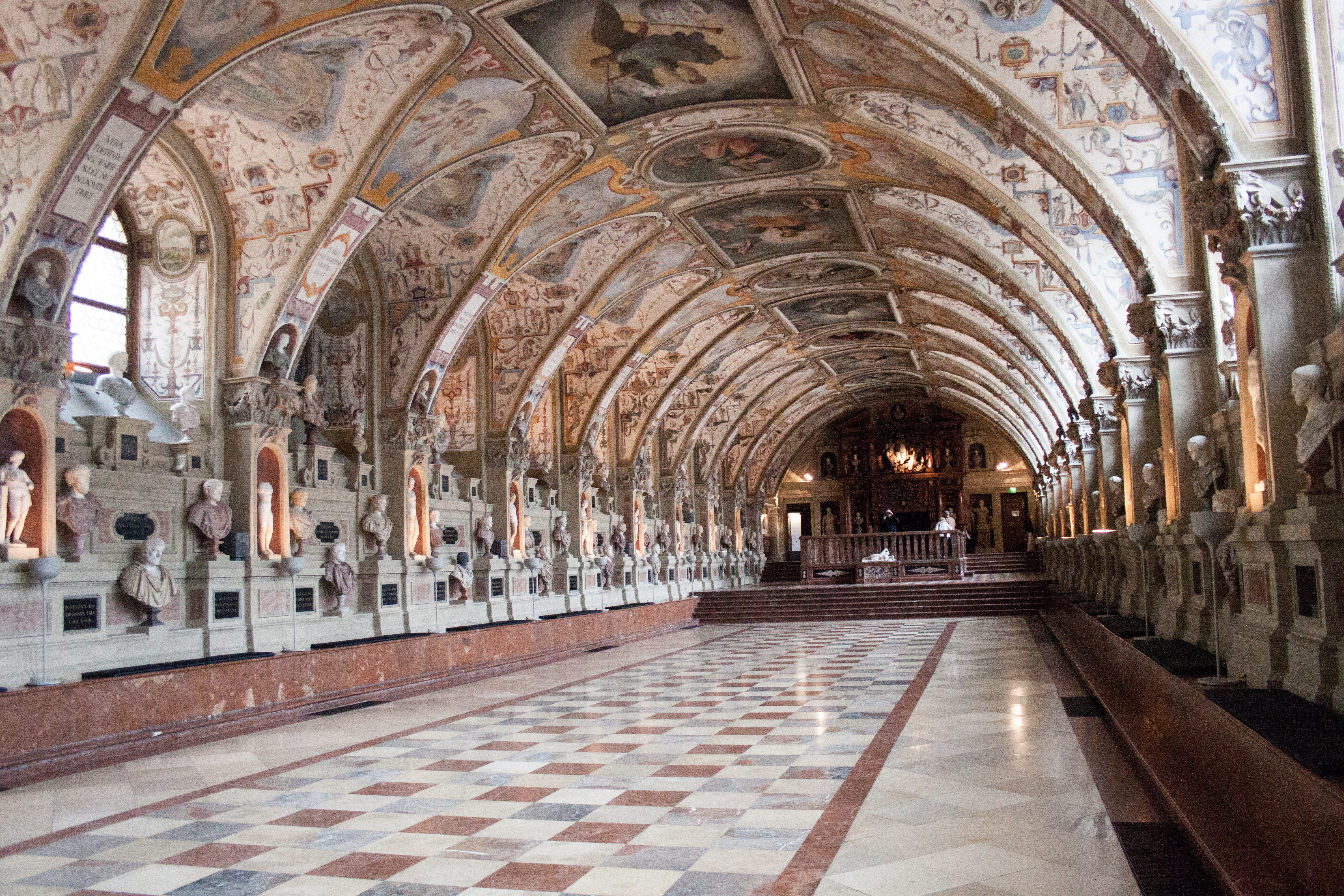
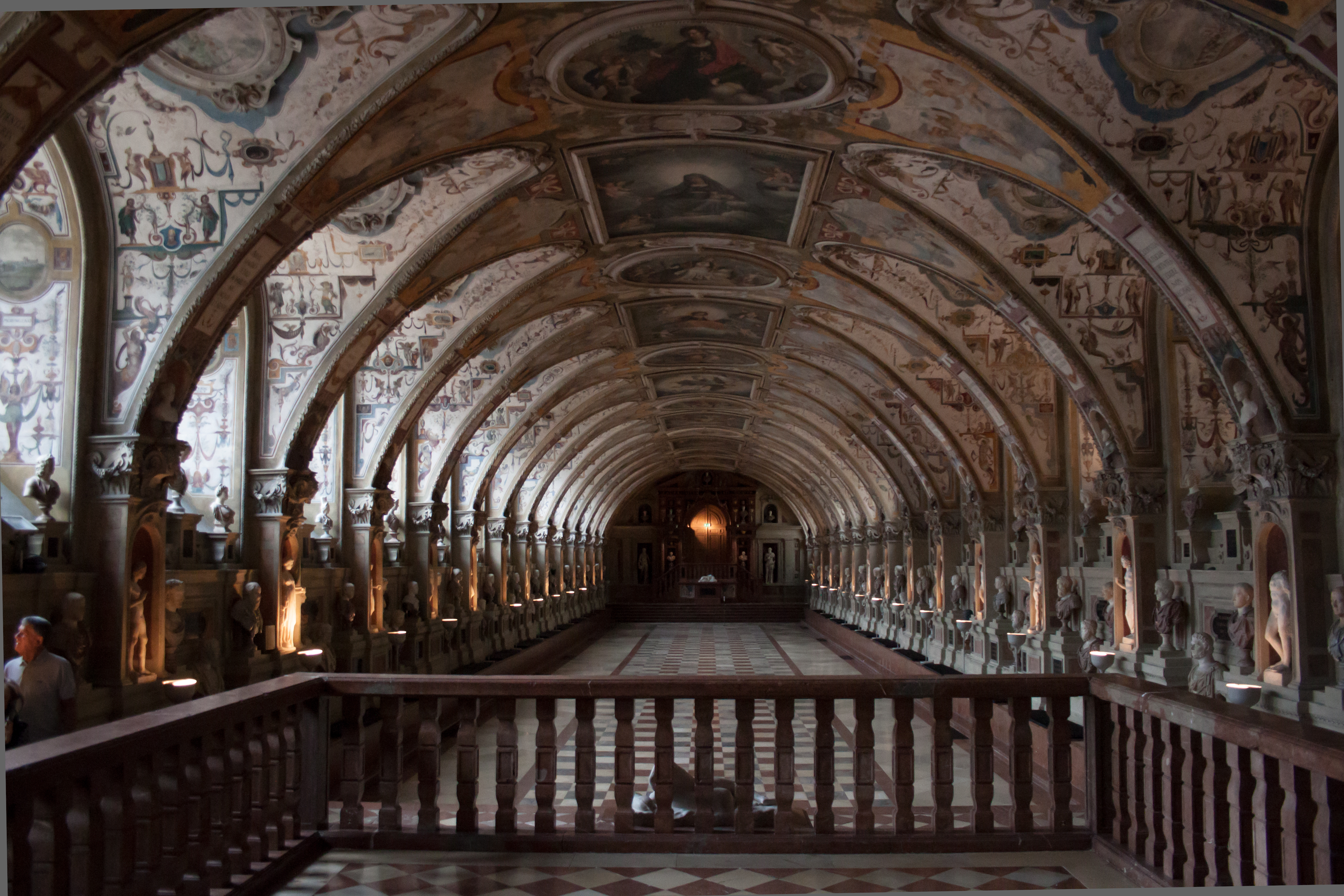
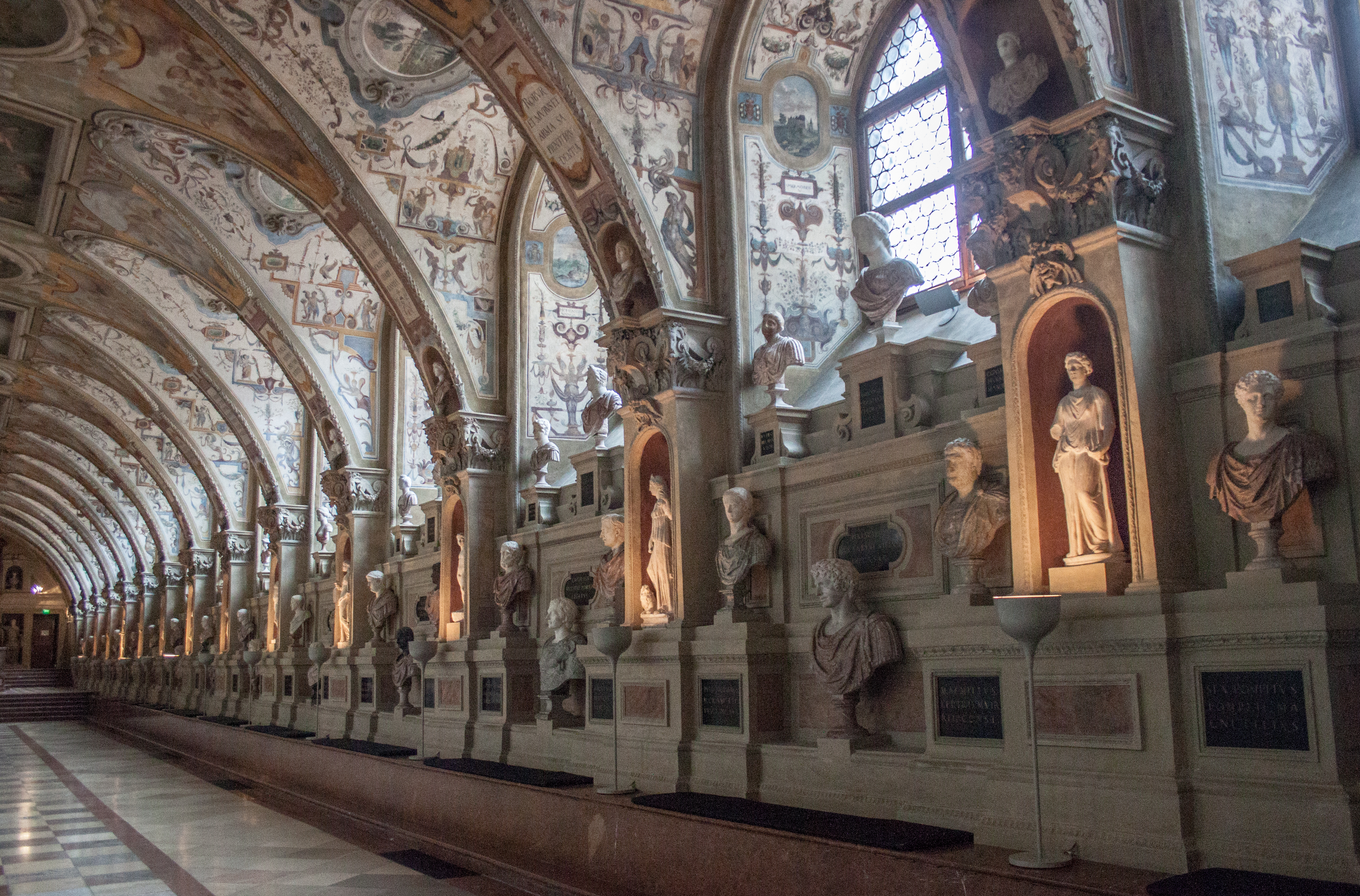

## Fordítás
Ez a szócikk részben vagy egészben a Antiquarium (München) című német Wikipédia-szócikk ezen változatának fordításán alapul.  Az eredeti cikk szerkesztőit annak laptörténete sorolja fel. Ez a jelzés csupán a megfogalmazás eredetét és a szerzői jogokat jelzi, nem szolgál a cikkben szereplő információk forrásmegjelöléseként.